# Wybory generalne w Liberii w 2005 roku
Wybory generalne w Liberii w 2005 roku odbyły się 11 października, z drugą turą wyborów prezydenckich 8 listopada. Elekcje oznaczały koniec okresu transformacyjnego oraz wojny domowej w Liberii. Ellen Johnson-Sirleaf, była minister finansów oraz pracownica Banku Światowego, wygrała wybory i została pierwszym, demokratycznie wybranym prezydentem-kobietą w historii afrykańskiego kontynentu.

## Wybory prezydenckie

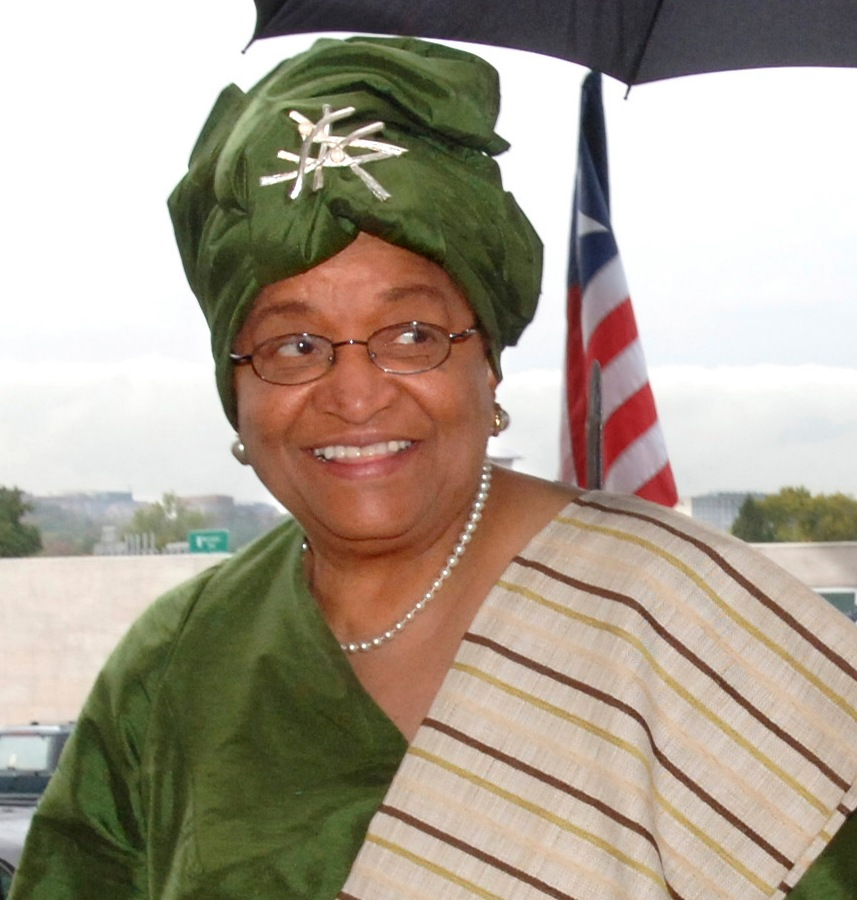
Prezydent Ellen Johnson-Sirleaf

| Kandydaci - partie nominujące                                 | Głosów w I turze | %       | Głosów w II turze | %    |
| ------------------------------------------------------------- | ---------------- | ------- | ----------------- | ---- |
| Ellen Johnson-Sirleaf - Partia Jedności                       | 192 326          | 19,8    | 478 526           | 59,4 |
| George Weah - Kongres na rzecz Demokratycznych Zmian          | 275 265          | 28,3    | 327 046           | 40,6 |
| Charles Brumskine - Partia Wolności                           | 135 093          | 13,9    | -                 | -    |
| Winston Tubman - Narodowo-Demokratyczna Partia Liberii        | 89 623           | 9,2     | -                 | -    |
| Varney Sherman - Koalicja na rzecz Transformacji Liberii      | 76 403           | 7,8     | -                 | -    |
| Roland Massaquoi - Narodowa Partia Patriotyczna               | 40 361           | 4,1     | -                 | -    |
| Joseph Korto - Liberalna Partia Równych Praw                  | 31 814           | 3,3     | -                 | -    |
| Alhaji G.V. Kromah - Wszchliberyjska Koalicja Partyjna        | 27 141           | 2,8     | -                 | -    |
| Togba-Nah Tipoteh - Zjednoczenie na rzecz Pokoju i Demokracji | 22 766           | 2,3     | -                 | -    |
| William V.S. Tubman, Jr. - Reformed United Liberia Party      | 15 115           | 1,6     | -                 | -    |
| John Morlu - Zjednoczony Sojusz Demokratyczny                 | 12 068           | 1,2     | -                 | -    |
| Nathaniel Barnes - Partia Liberyjskiego Przeznaczenia         | 9 325            | 1,0     | -                 | -    |
| Margaret Tor-Thompson - Sojusz Wolności Liberii               | 8 418            | 0,9     | -                 | -    |
| Joseph Woah-Tee - Partia Pracy Liberii                        | 5 948            | 0,6     | -                 | -    |
| Sekou Conneh - Progresywno-Demokratyczna Partia Liberii       | 5 499            | 0,6     | -                 | -    |
| David Farhat - Wolna Partia Demokratyczna                     | 4 497            | 0,5     | -                 | -    |
| George Klay Kieh - Ruch Nowego Porządku                       | 4 476            | 0,5     | -                 | -    |
| Armah Jallah - Narodowa Partia Liberii                        | 3 837            | 0,4     | -                 | -    |
| Robert Kpoto - Unia Liberalnych Demokratów                    | 3 825            | 0,4     | -                 | -    |
| George Kiadii - National Vision Party of Liberia              | 3 646            | 0,4     | -                 | -    |
| Samuel Raymond Divine                                         | 3 188            | 0,3     | -                 | -    |
| Alfred Reeves - Narodowa Partia Reform                        | 3 156            | 0,3     | -                 | -    |
| Ważnych głosów                                                | 973 790          |         | 805 572           |      |
| Nieważnych głosów                                             | 38 883           | 20 144  |                   |      |
| Głosów razem                                                  | 1 012 673        | 825 716 |                   |      |
| Głosujących (1 352 730 zarejestrowanych)                      | 74,9%            | 61,0%   |                   |      |

## Wybory parlamentarne
| Wyniki wyborów parlamentarnych z 11 października 2005 roku w Liberii                  | % w Izbie Reprezentantów | Miejsca | % w Senacie | Miejsca |
| ------------------------------------------------------------------------------------- | ------------------------ | ------- | ----------- | ------- |
| Kongres na rzecz Demokratycznych Zmian (Congress for Democratic Change)               | 23,44%                   | 15      | 10%         | 3       |
| Partia Wolności (Liberty Party)                                                       | 14,06%                   | 9       | 10%         | 3       |
| Koalicja na rzecz Transformacji Liberii (Coalition for the Transformation of Liberia) | 12,5%                    | 8       | 23,34%      | 7       |
| Partia Jedności (Unity Party)                                                         | 12,5%                    | 8       | 10%         | 3       |
| Zjednoczenie na rzecz Pokoju i Demokracji (Alliance for Peace and Democracy)          | 7,81%                    | 5       | 10%         | 3       |
| Narodowa Partia Patriotyczna (National Patriotic Party)                               | 6,25%                    | 4       | 13,34%      | 4       |
| Ruch Nowego Porządku (New Deal Movement)                                              | 4,69%                    | 3       | 0%          | -       |
| Wszchliberyjska Koalicja Partyjna (All Liberia Coalition Party)                       | 3,13%                    | 2       | 3,34%       | 1       |
| Narodowo-Demokratyczna Partia Liberii (National Democratic Party of Liberia)          | 1,56%                    | 1       | 6,67%       | 2       |
| Narodowa Partia Reform (National Reformation Party)                                   | 1,56%                    | 1       | 3,34%       | 1       |
| Zjednoczony Sojusz Demokratyczny (United Democratic Alliance)                         | 1,56%                    | 1       | 0%          | -       |
| Niezależni                                                                            | 10,94%                   | 7       | 10%         | 3       |
| Razem (frekwencja %)                                                                  |                          | 64      |             | 30      |
| Źródło: Narodowa Komisja Wyborcza.                                                    |                          |         |             |         |